# Tino Sabbadini
Settimo „Tino“ Sabbadini (* 22. August 1928 in Monsempron-Libos; † 7. November 2002 ebenda) war ein französischer Radrennfahrer und nationaler Meister im Radsport.

## Sportliche Laufbahn
Sabbadini war als Straßenradsportler aktiv. 1951 gewann er die nationale Meisterschaft im Straßenrennen der Unabhängigen. 1952 wurde er Berufsfahrer und blieb bis 1964 als Radprofi aktiv. 
Sein bedeutendster sportlicher Erfolg war der Etappensieg in der Tour de France 1958. 1960 kam er bei Paris–Roubaix hinter Pino Cerami auf den zweiten Platz. Etappensiege gelangen ihm auch im Circuit des six Provinces 1953, in der Tour de Romandie und im Grand Prix Midi Libre 1958, bei den Quatre Jours de Dunkerque 1960. 1955 gewann er das Etappenrennen Circuit de la Vienne. 1956 und 1957 war er im Circuit de l’Indre und 1958 im Grand Prix Cannes erfolgreich. Sabbadini war ein endschneller Fahrer, der mit dieser Stärke eine Reihe von Kriterien gewann. 
Die Tour de France fuhr er siebenmal. 1952 wurde er 70., 1956 84., 1958 53., 1959 62. und 1960 60. der Gesamtwertung. 1953 und 1957 war er ausgeschieden.